# Ofiklejda

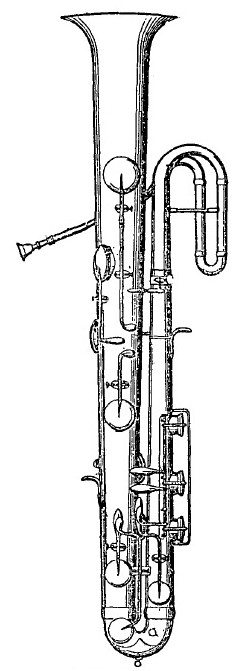
Dobový nákres nátrubkové ofikleidy

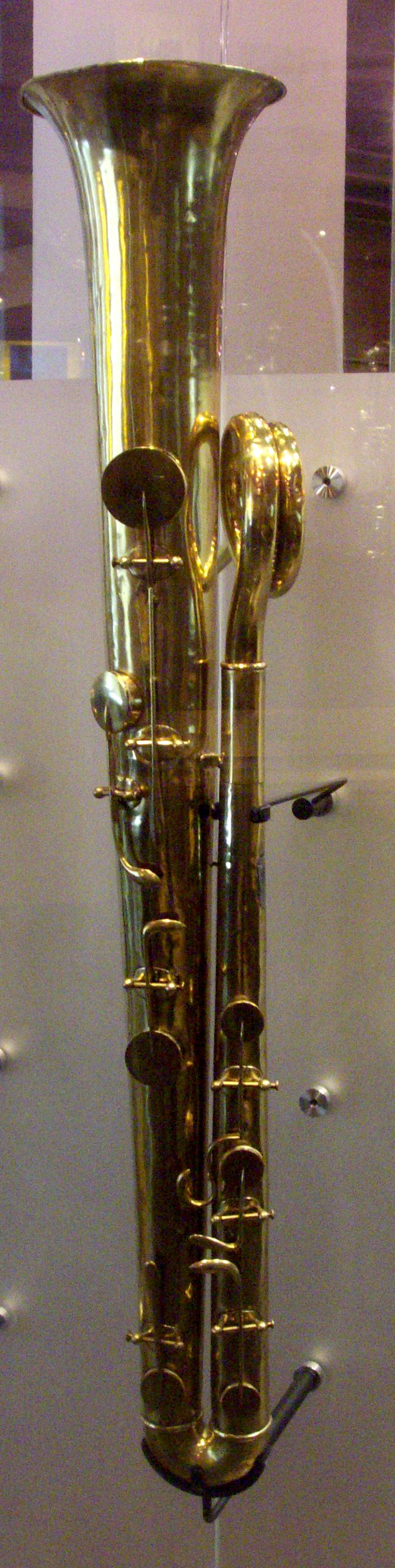
Ofiklejda ze sbírek muzea hudebních nástrojů v Bruselu

Ofiklejda je basový hudební nástroj, užívaný zejména počátkem 19. století. Tento již zaniklý nástroj se vyvinul ze serpentu. Pozoruhodné je, že se při hraní na ni používal běžně nátrubek (a proto by se dala považovat za přímého předka basového zpěvorohu, tedy dnešní tuby), ale vzácně také třtinový plátek, takže některé exempláře připomínají spíše tritonikon či sarrusofon.

## Historie
Ofiklejdu sestrojil roku 1817 francouzský nástrojař Jean Hilaire Asté (známý též jako Halary či Haleri) a o čtyři roky poté si ji nechal patentovat. Při jejím vývoji vycházel z nástrojů jako byla klapková trubka nebo nástroj nazvaný Royal Kent Josepha Hallidaye z roku 1811 pojmenovaný na počest Vévody z Kentu. Používala se jako hlavní žesťový nástroj v tehdejších orchestrech a postupně nahradila zastaralý serpent. Trubice ofiklejdy má jeden ohyb a ke hře se používá miskovitý nátrubek podobný dnešním nátrubkům pro trombon či eufonium. Původní nástroje byly vybaveny devíti klapkami, u novějších přibyly další tři pro nejhlubší tóny. Rodina ofiklejd zahrnuje různě velké nástroje obvykle laděné v B♭a C (basové) nebo E♭ a F (altové). Také je známo několik kontrabasových ofiklejd, jsou však nesmírně vzácné. Nástrojař Adolphe Sax a jeho mladší kolega Robb Stewart sestrojili sopránové ofiklejdy a druhý z nich také moderní kontrabasový nástroj.
Basová ofiklejda byla poprvé použita v opeře Olympie Gaspara Spontiniho v roce 1819. Mezi další významná hudební díla, v nichž našla ofiklejda uplatnění, se řadí oratorium Eliáš a předehra k baletu Sen noci svatojánské Felixe Mendelssohna (původně psaná pro basový anglický roh) nebo Fantastická symfonie Hectora Berlioze. Pro ofiklejdu skládali také Giuseppe Verdi, Richard Wagner a Sir Arthur Sullivan ve svém díle Overture Di Ballo.

### Ztráta popularity
V devatenáctém století byla ofiklejda postupně vytlačena tubou a eufoniem, třebaže se v Itálii těšila velké oblibě až do začátku dvacátého století a ještě dnes se na ni profesionálně hraje. K nejvýznamnějším hráčům na ofikleidu patří Angličan Sam Hughes. Ofiklejda je považována za přímého předchůdce saxofonu a také se vypráví anekdota o tom, jak saxofon vznikl: Adolphe Sax prý jednou opravoval ofiklejdu a jen tak z legrace na ni nasadil hubičku pro nějaký jednoplátkový nástroj. Zvuk se mu tak zalíbil, že ho následně přivedl k vynálezu saxofonu. Tento příběh je však smyšlený; historie vývoje saxofonu je dobře zdokumentovaná a oba nástroje jsou si podobné pouze na pohled.

## Způsob hry
Ofiklejda, podobně jako klapková trubka nebo kvintikláva (pětiklapkový trubkový nástroj často ztotožňovaný s ofiklejdou), má zcela jedinečný systém hmatů. Všechny klapky jsou s výjimkou jediné zavřeny a otevírají se až stiskem klapkových páček. Jediná otevřená klapka se nachází u roztrubu a na rozdíl od ostatních se při stisku páčky zavírá. Tato klapka je umístěna až v samém těle roztrubu, a zůstává-li otevřena, tón a ladění prakticky neovlivňuje; jsou-li u nástroje laděného v C všechny klapky zavřeny (není stisknuta žádná páčka), pak se ozývá tón C. Jakmile hráč tuto klapku uzavře, vzduchový sloupec začne procházet celou trubicí, a ladění celého nástroje se sníží o půltón (do B♭). Ladění nástroje v provedení B♭ se analogicky sníží na A.) Hráč může obecně zahrát všechny alikvotní tóny přítomné v délce vzduchového sloupce právě procházejícího nástrojem. Chce-li zahrát vyšší alikvoty, pak otevře některou ze zavřených klapek, a upraví tak délku vzduchového sloupce na požadovanou hodnotu. Levá ruka ovládá tři tónové klapky a otevřenou „přelaďovací“ klapku na roztrubu. Většinu tónů v chromatickém rozsahu nástroje lze zahrát pomocí klapek levé ruky, zatímco pravá ruka drží nástroj. V místě nástrojové trubice, v němž je vzduchový sloupec zkrácen otevřením všech tří klapek pro levou ruku, začíná oblast obtížně hratelných tónů, které se však dají vytvořit otevřením dalších dvou klapek pro pravou ruku. Pro hraní následujících tónů se opět použijí klapky levé ruky, a tak se pokračuje zhruba až do poloviny oktávy nejnižšího rejstříku. V této poloze již téměř nelze alikvotní tóny zahrát pomocí klapek u roztrubu. Pro hru těchto několika tónů je zapotřebí použít klapek pro pravou ruku, které jsou umístěny blíže k nátrubku a dále od roztrubu. S výjimkou těchto pár alikvot v nižší oktávě lze používat kombinací otevřených klapek pro levou ruku ke hře tónů v celém chromatickém rozsahu nástroje podobně jako u moderních žesťových nástrojů. Tento systém je zásadně odlišný od systému nástrojů, u kterých každá klapka/otvor odpovídá určitému tónu (jako například u dřevěných dechových nástrojů).
V roce 2008 byly známy pouze čtyři exempláře kontrabasové ofiklejdy. Tři z nich jsou vystaveny v muzeích a čtvrtá (a zároveň jediná, na kterou se hraje) se vyskytuje v Cooperstownu v New Yorku.

### Video
- Sraz ofiklejdistů v Berlíně 14. září 2007
- 6. říjen 2009 — J.C. Sherman - ofiklejda, Richard Shirey - klavír. Sonáta pro ofiklejdu a klavír od G. F. Handela.